# Національний центр мистецтв
Національний центр мистецтв (яп. 国立新美術館, Kokuritsu Shin-Bijutsukan) — музей у Токіо, Японія. Є спільним проектом міністерства освіти, культури, спорту, науки і технологій Японії та незалежної адміністративної установи Національний музей (юридичної особи, створеної японським урядом у 2001 році шляхом злиття трьох раніше незалежних національних музеїв — Токійського національного музею, Національного музею Кіото, і Національного музею Нара).
Музей розташовується на місці, яке до 2007 року займав науково-дослідний центр Токійського університету. Загальна площа виставкових просторів — 14 000 м². Входить у першу двадцятку найвідвідуваніших художніх музеїв світу.
Міститься у будинку спорудженому за проектом архітектора Курокави Кісьо. Розташовується поблизу станції Ногідзака лінії Тієда токійського метрополітену.
На відміну від інших національних музеїв Японії, Національний центр мистецтв не має постійної експозиції та не має кураторів. Музей функціонує за принципом німецьких музеїв кунстхалле, що передбачає проведення тимчасових виставок організованих спонсорами й іншими музеями.
У перший рік своєї роботи, у 2007 році, у музеї було проведено 69 виставок, організованих сторонніми художніми колективами і 10 виставок, організованих самостійно. Виставка Клода Моне, що відбулася з 7 квітня по 2 липня 2007 року, була другою по відвідуваності художньою подією року, не лише в Японії, але у всьому світі.

## Ресурси Інтернету
- Вікісховище має мультимедійні дані за темою: Національний центр мистецтв
- Офіційний сайт (англ.)(нім.) (ісп.) (фр.) (кор.) (яп.) (кит.)